# Comuna de Giby
Giby (polaco: Gmina Giby), (Lituano: Gibų valsčius)  é uma gminy (comuna) na Polónia, na voivodia de Podláquia e no condado de Sejneński. A sede do condado é a cidade de Giby.
De acordo com os censos de 2004, a comuna tem 2991 habitantes, com uma densidade 9,2 hab/km².

## Área
Estende-se por uma área de 323,57 km², incluindo:
- área agricola: 18%
- área florestal: 76%

## Demografia
Dados de 30 de Junho 2004:
|                      | Total   | Total | Mulheres | Mulheres | Homens  | Homens |
| -------------------- | ------- | ----- | -------- | -------- | ------- | ------ |
|                      | pessoas | %     | pessoas  | %        | pessoas | %      |
| População            | 2991    | 100   | 1503     | 50,3     | 1488    | 49,7   |
| Densidade (pop./km²) | 9,2     | 100   | 4,6      | 4,6      | 4,6     | 4,6    |

De acordo com dados de 2002, o rendimento médio per capita ascendia a 1321,31 zł.

## Subdivisões
- Aleksiejówka, Białogóry, Białorzeczka, Białowierśnie, Budwieć, Daniłowce, Dworczysko, Frącki, Gibasówka, Giby, Głęboki Bród, Gulbin, Iwanówka, Karolin, Konstantynówka, Krasne, Kukle, Okółek, Pogorzelec, Pomorze, Posejnele, Sarnetki, Stanowisko, Studziany Las, Tartaczysko, Wielki Bór, Wierśnie, Wysoki Most, Zelwa.

## Comunas vizinhas
- Krasnopol, Nowinka, Płaska, Sejny.